# 山県信継
山県 信継（やまがた のぶつぐ、生没年不詳）は、戦国時代の武将。
通称三郎兵衛。山県昌景の子。

## 略歴
徳川家に仕え、現在の山梨県川浦村で500石を与えられ、川浦口留守番を命じられた
武田軍の湯治場として始まった川浦温泉は後に信継が管理を任され 、以後はその子孫が経営している 。